# FreakMind
FreakMind es un grupo de metal alternativo español residente en Madrid compuesto por Alberto (voz), Javi (guitarras), Rubén (bajo) y Dani (batería). La formación se caracteriza por tener un sonido inspirado en los grupos norteamericanos de última generación.

## Formación
En noviembre de 2001, Alberto (voz) y Dani (batería), procedentes de Only For se unen con la intención de crear un grupo.
En diciembre el grupo se traslada a los locales Underground, donde comienzan a buscar gente para iniciar un nuevo proyecto musical. Pasado un tiempo conocen a Javi (guitarra) de Holocausto.
En febrero de 2002, tras haber barajado varios nombres para poner al grupo, se elige el de FreakMind como el definitivo.
En el verano del 2004, y tras el ir y venir de algunos bajistas, Iván (Síntesis) se incorpora al grupo, pero decide dejar la formación en el verano de 2006, poco antes del lanzamiento de "Six Degrees Of Separation", el primer disco de FreakMind. A las pocas semanas llega a FreakMind Rubén, procedente de OSMIO.

## Discografía

### Freak Mind (Demo - diciembre de 2002)
Durante la segunda semana de diciembre de 2002 graban su primera demo en los estudios Cube de Madrid con Luis Tárrega (HAMLET) como productor y Alberto Seara como ingeniero de sonido. Los temas que se incluyen en dicha demo son Empty, Liquid Sand y Madness Threads.

### Six Degrees of Separation (abril-mayo de 2005)
FreakMind apuesta por los estudios M-20 (Madrid) y Big Simon (Stravaganzza, Coilbox, Terroristars, Skizoo, etc.) como productor para grabar, mezclar y masterizar su primer disco. Editado en marzo de 2007 por Lengua Armada.

### A través de tus ojos (marzo de 2008)
Siguiendo una evolución en su sonido, FreakMind graba una nueva demo en marzo de 2008, A través de tus ojos es el nombre que le otorgan a la nueva grabación. Estas 4 nuevas canciones están grabadas en los estudios Sandman con Carlos Santos, exguitarrista de Terroristars. La nueva demo está producida por FreakMind, mezclada por Carlos Santos y Masterizada por Peter In de Betou (Meshuggah, Coilbox, Dark Tranquillity).

### 42 Días (diciembre de 2009)
El nuevo disco de Freakmind, "42 días", estará en la calle en octubre de 2009. El disco fue grabado y mezclado por Carlos Santos en Sadman estudios (Madrid), y masterizado en Finnvox (Helsinki) por Mika Jussila. El disco verá la luz, una vez más, de la mano de Lengua Armada.

## Trayectoria
El 5 de julio de 2002 FreakMind realiza su primera actuación en directo junto a Second Silence en la sala Ritmo y Compás. Se registra una gran entrada y el grupo cuenta con una buena aceptación por parte del público. Al concierto acude Luis Tárrega, guitarrista de Hamlet que más adelante aceptará producir la primera demo de la formación.
En esas fechas se encuentran preparando la promoción de su demo y los próximos conciertos. La presentación de la demo fue el 29 de marzo en la sala Ritmo y Compás. Allí FreakMind actuó con Malfucktion (Alicante) y con Playmotive (Barcelona).
En el tiempo que el grupo lleva actuando ha conseguido estar preseleccionado para varias semifinales/finales de concursos de maquetas a nivel nacional, tales como:
- 25 Edición del Villa de Madrid.
- Edición 2003 y 2006 del Lagarto Rock Festival (Jaén).

En septiembre del 2003 es elegido por la compañía Lengua Armada para formar parte de un CD recopilatorio de nuevos grupos madrileños.
Primavera 2007: elegido por Área Producciones para ser una de las bandas que formen parte del CD recopilatorio de grupos madrileños: Rock United